# Phare de la Pietra
Pour les articles homonymes, voir Pietra.
Le phare de la Pietra, aussi appelé phare de L'Île-Rousse, est bâti sur le point culminant de l'île de la Pietra reliée par une route digue. L'île est située en avant de l'entrée du port de L'Île-Rousse, dont elle signale la position . Elle est située sur le littoral Nord-Ouest de la Corse.

## Historique
Le phare de la Pietra fait partie du second programme de signalisation maritime de l'île, complétant le dispositif avec les phares de la Madonetta, de la citadelle au port d'Ajaccio, du Dragon au port de Bastia ; le phare des îles Lavezzi terminant cette phase des travaux.
Le premier feu fixe rouge, de 4e ordre, y a été allumé en 1857. 
Il a été remplacé, en 1877, par un feu fixe blanc plus puissant.
En 1902, il fut doté d'un feu  à 3 éclats toutes les 12 secondes.

## Phare actuel
C'est une tour carrée, centrée sur un soubassement de quatre cotés, en maçonnerie enduite, de couleur blanche, avec une lanterne de couleur verte. Une maisonnette de gardiennage non habitée y est accolée.
L'énergie est fournie par des panneaux solaires.
Il est automatisé.
Identifiant : ARLHS : COR-0015 - Amirauté : E09126 - NGA : 8068 .